# Tour du Finistère 2014
La 29e édition du Tour du Finistère a eu lieu le 18 avril 2014. C'est la septième épreuve de la Coupe de France de cyclisme sur route 2014. La course fait partie du calendrier UCI Europe Tour 2014 en catégorie 1.1.
Elle a été remportée par le Belge Antoine Demoitié (Wallonie-Bruxelles) lors d'un sprint à cinq coureurs respectivement devant les Français Julien Simon (Cofidis) et Armindo Fonseca (Bretagne-Séché Environnement).
Au niveau des classements annexes, avec sa deuxième place, Simon termine meilleur Breton tandis que l'Érythréen Natnael Berhane (Europcar) termine meilleur jeune. Deux autres Français remportent des prix puisqu'Alexis Gougeard (AG2R La Mondiale) obtient celui du plus combatif alors que Clément Saint-Martin (La Pomme Marseille 13) remporte le classement des sprints

## Présentation

### Équipes
Classé en catégorie 1.1 de l'UCI Europe Tour, le Tour du Finistère est par conséquent ouvert aux UCI ProTeams dans la limite de 50 % des équipes participantes, aux équipes continentales professionnelles, aux équipes continentales et aux équipes nationales.
Quinze équipes participent à ce Tour du Finistère - trois ProTeams, six équipes continentales professionnelles et six équipes continentales :
| UCI ProTeams     | UCI ProTeams | UCI ProTeams |
| Nom de l'équipe  | Pays         | Code         |
| ---------------- | ------------ | ------------ |
| AG2R La Mondiale | France       | ALM          |
| Europcar         | France       | EUC          |
| FDJ.fr           | France       | FDJ          |

| Équipes continentales professionnelles | Équipes continentales professionnelles | Équipes continentales professionnelles |
| Nom de l'équipe                        | Pays                                   | Code                                   |
| -------------------------------------- | -------------------------------------- | -------------------------------------- |
| Bretagne-Séché Environnement           | France                                 | BSE                                    |
| Cofidis                                | France                                 | COF                                    |
| IAM                                    | Suisse                                 | IAM                                    |
| MTN-Qhubeka                            | Afrique du Sud                         | MTN                                    |
| Topsport Vlaanderen-Baloise            | Belgique                               | TSV                                    |
| Wanty-Groupe Gobert                    | Belgique                               | WGG                                    |

| Équipes continentales   | Équipes continentales | Équipes continentales |
| Nom de l'équipe         | Pays                  | Code                  |
| ----------------------- | --------------------- | --------------------- |
| BigMat-Auber 93         | France                | BIG                   |
| La Pomme Marseille 13   | France                | LPM                   |
| Ringeriks-Kraft         | Norvège               | KRA                   |
| Roubaix Lille Métropole | France                | RLM                   |
| Veranclassic-Doltcini   | Belgique              | VER                   |
| Wallonie-Bruxelles      | Belgique              | WBC                   |

## Classement final
|    | Coureur            | Pays     | Équipe                       |    | Temps           |
| -- | ------------------ | -------- | ---------------------------- | -- | --------------- |
| 1  | Antoine Demoitié   | Belgique | Wallonie-Bruxelles           | en | 4 h 48 min 22 s |
| 2  | Julien Simon       | France   | Cofidis                      | +  | 0 s             |
| 3  | Armindo Fonseca    | France   | Bretagne-Séché Environnement |    | 0 s             |
| 4  | Kristian Sbaragli  | Italie   | MTN-Qhubeka                  |    | 0 s             |
| 5  | Natnael Berhane    | Érythrée | Europcar                     |    | 0 s             |
| 6  | Laurent Évrard     | Belgique | Wallonie-Bruxelles           |    | 4 s             |
| 7  | Quentin Jauregui   | France   | Roubaix Lille Métropole      |    | 6 s             |
| 8  | Domingos Gonçalves | Portugal | La Pomme Marseille 13        |    | 7 s             |
| 9  | Maxime Daniel      | France   | AG2R La Mondiale             |    | 13 s            |
| 10 | Yoann Bagot        | France   | Cofidis                      |    | 14 s            |

## Liste des participants
- Liste de départ complète

| Légende | Légende                                                                    | Légende | Légende                                                    |
| ------- | -------------------------------------------------------------------------- | ------- | ---------------------------------------------------------- |
| Num     | Dossard de départ porté par le coureur sur ce Tour du Finistère            | Pos     | Position à l'arrivée de la course                          |
|         | Indique un maillot de champion national ou mondial, suivi de sa spécialité | NP      | Indique un coureur qui n'a pas pris le départ de la course |
| AB      | Indique un coureur qui n'a pas terminé la course                           | HD      | Indique un coureur qui a terminé la course hors des délais |

| Europcar EUC | Europcar EUC            | Europcar EUC |
| ------------ | ----------------------- | ------------ |
| Num          | Coureur                 | Pos          |
| 1            | Morgan Lamoisson (FRA)  | AB           |
| 2            | Romain Guillemois (FRA) | AB           |
| 3            | Tony Hurel (FRA)        | 17e          |
| 4            | Natnael Berhane (ERI)   | 5e           |
| 5            | Maxime Méderel (FRA)    | 13e          |
| 6            | Bryan Nauleau (FRA)     | 37e          |
| 7            |                         |              |
| 8            | Romain Sicard (FRA)     | 51e          |

| Bretagne-Séché Environnement BSE | Bretagne-Séché Environnement BSE | Bretagne-Séché Environnement BSE |
| -------------------------------- | -------------------------------- | -------------------------------- |
| Num                              | Coureur                          | Pos                              |
| 11                               | Benjamin Le Montagner (FRA)      | AB                               |
| 12                               | Brice Feillu (FRA)               | 12e                              |
| 13                               | Romain Feillu (FRA)              | 15e                              |
| 14                               | Armindo Fonseca (FRA)            | 3e                               |
| 15                               | Florian Guillou (FRA)            | 19e                              |
| 16                               | Vegard Stake Laengen (NOR)       | 41e                              |
| 17                               | Eduardo Sepúlveda (ARG)          | 64e                              |
| 18                               | Florian Vachon (FRA)             | 34e                              |

| FDJ.fr FDJ | FDJ.fr FDJ                     | FDJ.fr FDJ |
| ---------- | ------------------------------ | ---------- |
| Num        | Coureur                        | Pos        |
| 21         | Geoffrey Soupe (FRA)           | AB         |
| 22         |                                |            |
| 23         | Anthony Geslin (FRA)           | 27e        |
| 24         |                                |            |
| 25         | Pierre-Henri Lecuisinier (FRA) | 54e        |
| 26         | Laurent Mangel (FRA)           | AB         |
| 27         | Laurent Pichon (FRA)           | 39e        |
| 28         | Cédric Pineau (FRA)            | 14e        |

| Cofidis COF | Cofidis COF                 | Cofidis COF |
| ----------- | --------------------------- | ----------- |
| Num         | Coureur                     | Pos         |
| 31          | Yoann Bagot (FRA)           | 10e         |
| 32          | Jérôme Coppel (FRA)         | 33e         |
| 33          | Nicolas Edet (FRA)          | AB          |
| 34          | Romain Hardy (FRA)          | 29e         |
| 35          | Christophe Le Mével (FRA)   | 42e         |
| 36          | Daniel Navarro (ESP)        | 25e         |
| 37          | Julien Simon (FRA)          | 2e          |
| 38          | Rein Taaramäe (EST) (Route) | 55e         |

| Wanty-Groupe Gobert WGG | Wanty-Groupe Gobert WGG  | Wanty-Groupe Gobert WGG |
| ----------------------- | ------------------------ | ----------------------- |
| Num                     | Coureur                  | Pos                     |
| 41                      | Frederik Backaert (BEL)  | 58e                     |
| 42                      | Tim De Troyer (BEL)      | 21e                     |
| 43                      | Jan Ghyselinck (BEL)     | 62e                     |
| 44                      | Jérôme Gilbert (BEL)     | AB                      |
| 45                      | Grégory Habeaux (BEL)    | 16e                     |
| 46                      | Frederik Veuchelen (BEL) | 59e                     |
| 47                      | Danilo Napolitano (ITA)  | AB                      |
| 48                      |                          |                         |

| AG2R La Mondiale ALM | AG2R La Mondiale ALM     | AG2R La Mondiale ALM |
| -------------------- | ------------------------ | -------------------- |
| Num                  | Coureur                  | Pos                  |
| 51                   | Samuel Dumoulin (FRA)    | 11e                  |
| 52                   | Blel Kadri (FRA)         | 65e                  |
| 53                   | Steve Chainel (FRA)      | 63e                  |
| 54                   | Maxime Daniel (FRA)      | 9e                   |
| 55                   | Alexis Gougeard (FRA)    | 60e                  |
| 56                   | Hugo Houle (CAN)         | 66e                  |
| 57                   | Yauheni Hutarovich (BLR) | AB                   |
| 58                   | Lloyd Mondory (FRA)      | 56e                  |

| BigMat-Auber 93 BIG | BigMat-Auber 93 BIG     | BigMat-Auber 93 BIG |
| ------------------- | ----------------------- | ------------------- |
| Num                 | Coureur                 | Pos                 |
| 61                  | Alo Jakin (EST)         | 61e                 |
| 62                  | Pierre Gouault (FRA)    | AB                  |
| 63                  | Dimitri Le Boulch (FRA) | 52e                 |
| 64                  | Maxime Renault (FRA)    | AB                  |
| 65                  | Stéphane Rossetto (FRA) | 18e                 |
| 66                  | Steven Tronet (FRA)     | 36e                 |
| 67                  | Théo Vimpère (FRA)      | 35e                 |
| 68                  | Yannis Yssaad (FRA)     | AB                  |

| Roubaix Lille Métropole RLM | Roubaix Lille Métropole RLM | Roubaix Lille Métropole RLM |
| --------------------------- | --------------------------- | --------------------------- |
| Num                         | Coureur                     | Pos                         |
| 71                          | Jimmy Turgis (FRA)          | 24e                         |
| 72                          | Timothy Dupont (BEL)        | AB                          |
| 73                          | Julien Duval (FRA)          | 23e                         |
| 74                          | Quentin Jauregui (FRA)      | 7e                          |
| 75                          | Maxime Vantomme (BEL)       | 22e                         |
| 76                          | Jean-Lou Paiani (FRA)       | AB                          |
| 77                          | Franck Vermeulen (FRA)      | AB                          |
| 78                          | Baptiste Planckaert (BEL)   | 46e                         |

| La Pomme Marseille 13 LPM | La Pomme Marseille 13 LPM  | La Pomme Marseille 13 LPM |
| ------------------------- | -------------------------- | ------------------------- |
| Num                       | Coureur                    | Pos                       |
| 81                        | Julien Antomarchi (FRA)    | 31e                       |
| 82                        | Rémy Di Grégorio (FRA)     | 26e                       |
| 83                        | Julien El Fares (FRA)      | 30e                       |
| 84                        | Domingos Gonçalves (POR)   | 8e                        |
| 85                        | José Gonçalves (POR)       | AB                        |
| 86                        | Justin Jules (FRA)         | AB                        |
| 87                        | Antoine Lavieu (FRA)       | 47e                       |
| 88                        | Clément Saint-Martin (FRA) | 39e                       |

| Topsport Vlaanderen-Baloise TSV | Topsport Vlaanderen-Baloise TSV | Topsport Vlaanderen-Baloise TSV |
| ------------------------------- | ------------------------------- | ------------------------------- |
| Num                             | Coureur                         | Pos                             |
| 91                              | Jasper De Buyst (BEL)           | AB                              |
| 92                              | Victor Campenaerts (BEL)        | 57e                             |
| 93                              | Moreno De Pauw (BEL)            | AB                              |
| 94                              | Tim Declercq (BEL)              | 48e                             |
| 95                              | Jonas Rickaert (BEL)            | AB                              |
| 96                              | Kenneth Vanbilsen (BEL)         | AB                              |
| 97                              | Otto Vergaerde (BEL)            | AB                              |
| 98                              |                                 |                                 |

| MTN-Qhubeka MTN | MTN-Qhubeka MTN           | MTN-Qhubeka MTN |
| --------------- | ------------------------- | --------------- |
| Num             | Coureur                   | Pos             |
| 101             | Bradley Potgieter (RSA)   | AB              |
| 102             | Andreas Stauff (GER)      | NP              |
| 103             | Ignatas Konovalovas (LTU) | AB              |
| 104             | Linus Gerdemann (GER)     | NP              |
| 105             | Youcef Reguigui (ALG)     | 67e             |
| 106             | Kristian Sbaragli (ITA)   | 4e              |
| 107             | Jacobus Venter (RSA)      | 28e             |
| 108             | Martin Wesemann (RSA)     | NP              |

| Veranclassic-Doltcini VER | Veranclassic-Doltcini VER       | Veranclassic-Doltcini VER |
| ------------------------- | ------------------------------- | ------------------------- |
| Num                       | Coureur                         | Pos                       |
| 111                       | Gorik Gardeyn (BEL)             | AB                        |
| 112                       | Steve Bekaert (BEL)             | 45e                       |
| 113                       | Gilles Devillers (BEL)          | AB                        |
| 114                       | Kevin Verwaest (BEL)            | AB                        |
| 115                       | Sébastien Rosseler (BEL)        | AB                        |
| 116                       | Yu Takenouchi (JPN)             | AB                        |
| 117                       | Francesco Van Coppernolle (BEL) | AB                        |
| 118                       | Frederik Vandewiele (BEL)       | AB                        |

| Wallonie-Bruxelles WBC | Wallonie-Bruxelles WBC  | Wallonie-Bruxelles WBC |
| ---------------------- | ----------------------- | ---------------------- |
| Num                    | Coureur                 | Pos                    |
| 121                    | Jonathan Dufrasne (BEL) | 43e                    |
| 122                    | Maxime Anciaux (BEL)    | 44e                    |
| 123                    | Antoine Demoitié (BEL)  | 1er                    |
| 124                    | Tom Dernies (BEL)       | 20e                    |
| 125                    | Boris Dron (BEL)        | 40e                    |
| 126                    | Laurent Évrard (BEL)    | 6e                     |
| 127                    | Loïc Pestiaux (BEL)     | 50e                    |
| 128                    | Julien Stassen (BEL)    | 32e                    |

| Ringeriks-Kraft KRA | Ringeriks-Kraft KRA          | Ringeriks-Kraft KRA |
| ------------------- | ---------------------------- | ------------------- |
| Num                 | Coureur                      | Pos                 |
| 131                 | Michael Olsson (SWE) (Route) | 49e                 |
| 132                 | Håkon Frengstad Berger (NOR) | AB                  |
| 133                 | Thomas Nesset Brahushi (NOR) | AB                  |
| 134                 | Henrik Steen Haugen (NOR)    | AB                  |
| 135                 | Max Emil Kørner (NOR)        | AB                  |
| 136                 | Øivind Lukkedahl (NOR)       | 53e                 |
| 137                 |                              |                     |
| 138                 | Kristoffer Wormsen (NOR)     | AB                  |